# Сергиевка (Токарёвский район)
Сергиевка — село в Токарёвском районе Тамбовской области России. Административный центр Сергиевского сельсовета.

## География
Расположено примерно в 128 км к югу (по шоссе) от Тамбова, на безымянном ручье — правом притоке реки Токай, на 2016 год в селе зарегистрировано 7 улиц.

## Население
| 2002 | 2010 |
| ---- | ---- |
| 955  | ↘727 |

Согласно результатам переписи 2002 года, в национальной структуре населения русские составляли 100 % от жителей.

## История
В документах ревизской сказки 1816 года село Сергиевка упомянуто как сельцо Сергиевское, заселенное экономическими крестьянами, переселившимися из старых монастырских сел. В нём было 110 домов и 945 человек, в том числе Максим и Николай Санталовы, Матвей Кузнецов, Аверьян Новиков, Сергей Мясников, Сергей Крупин, Тихон Гончаров, Михаил Каширин и другие.